# Evelien Gans
Evelien Ellen Gans (24. April 1951 in New York City – 19. Juli 2018 in Amsterdam) war eine niederländische Historikerin und Antisemitismusforscherin.

## Leben
Evelien Gans studierte Geschichte, unter anderem bei Hans Blom. Für ihre Dissertation an der Fakultät für Geisteswissenschaften (1999) über jüdische Sozialdemokraten und sozialistische Zionisten in den Niederlanden wurde sie 2002 mit dem Henriette-Roland-Holst-Preis ausgezeichnet. 
Gans war Professorin für Moderne Jüdische Geschichte an der Universität Amsterdam. Sie forschte am Niederländischen Institut für Kriegsdokumentation (NIOD). Sie publizierte u. a. zum Antisemitismus und zu Vorurteilen, so auch im Jahrbuch für Antisemitismusforschung über Geert Wilders. Für eine Doppelbiografie über Jaap und Ischa Meijer erhielt sie 2008 den Henriette-Boas-Preis. Ab 2010 leitete sie das Forschungsprojekt Die Dynamik des modernen Antisemitismus im globalen Kontext. ‚Der Jude‘ als Framing in den Niederlanden, Marokko, Polen und der Türkei der Nederlandse Organisatie voor Wetenschappelijk Onderzoek (NWO). Sie war Mitglied im Komitee für die Geschichte und Kultur der Juden in den Niederlanden am Menasseh-ben-Israel-Institut.
Am 19. Juli 2018 beging Evelien Gans Suizid. Wie ihr Lebenspartner, der niederländische Filmemacher Frank Diamand erklärte, habe sie seit Jahren unter Depressionen gelitten. Zudem hätten ihr der wachsende Antisemitismus in der Gesellschaft sowie „Nivellierungstendenzen“ in der Geschichtswissenschaft zugesetzt. Sie habe das Gefühl bekommen, dass ihr wissenschaftliches Werk zu Antisemitismus und Holocaust vergebens gewesen sei, was sie verbittert habe.

## Schriften (Auswahl)
- Gojse nijd & joods narcisme (1994)
- De kleine verschillen die het leven uitmaken (1999)
- Jaap en Ischa Meijer. Een joodse geschiedenis 1912–1956 (2008)